# Javalagatta, Davanagere
Javalagatta là một làng thuộc tehsil Davanagere, huyện Davanagere, bang Karnataka, Ấn Độ.